# Conception universelle
 (juillet 2024).
La mise en forme du texte ne suit pas les recommandations de Wikipédia : il faut le « wikifier ».
Les points d'amélioration suivants sont les cas les plus fréquents. Le détail des points à revoir est peut-être précisé sur la page de discussion.
- Les titres sont pré-formatés par le logiciel. Ils ne sont ni en capitales, ni en gras.
- Le texte ne doit pas être écrit en capitales (les noms de famille non plus), ni en gras, ni en italique, ni en « petit »…
- Le gras n'est utilisé que pour surligner le titre de l'article dans l'introduction, une seule fois.
- L'italique est rarement utilisé : mots en langue étrangère, titres d'œuvres, noms de bateaux, etc.
- Les citations ne sont pas en italique mais en corps de texte normal. Elles sont entourées par des guillemets français : « et ».
- Les listes à puces sont à éviter, des paragraphes rédigés étant largement préférés. Les tableaux sont à réserver à la présentation de données structurées (résultats, etc.).
- Les appels de note de bas de page (petits chiffres en exposant, introduits par l'outil «  Source ») sont à placer entre la fin de phrase et le point final[comme ça].
- Les liens internes (vers d'autres articles de Wikipédia) sont à choisir avec parcimonie. Créez des liens vers des articles approfondissant le sujet. Les termes génériques sans rapport avec le sujet sont à éviter, ainsi que les répétitions de liens vers un même terme.
- Les liens externes sont à placer uniquement dans une section « Liens externes », à la fin de l'article. Ces liens sont à choisir avec parcimonie suivant les règles définies. Si un lien sert de source à l'article, son insertion dans le texte est à faire par les notes de bas de page.
- La présentation des références doit suivre les conventions bibliographiques. Il est recommandé d'utiliser les modèles {{Ouvrage}}, {{Chapitre}}, {{Article}}, {{Lien web}} et/ou {{Bibliographie}}. Le mode d'édition visuel peut mettre en forme automatiquement les références.
- Insérer une infobox (cadre d'informations à droite) n'est pas obligatoire pour parachever la mise en page.

Pour une aide détaillée, merci de consulter Aide:Wikification.
Si vous pensez que ces points ont été résolus, vous pouvez retirer ce bandeau et améliorer la mise en forme d'un autre article.

La conception universelle, également appelée conception pour tous, design universel, design inclusif ou encore design trans-générationnel, est la conception de tout aménagement, produit, équipement, programme ou service qui puisse être utilisé par toute personne, sans nécessiter ni d'adaptation ni de conception spéciale, et ce quels que soient son sexe, son âge, sa situation ou son handicap.
Cette notion renvoie à l'accessibilité et est mentionnée dans la Convention relative aux droits des personnes handicapées. 

## Histoire
Dans les années 1950 et 1960, des collectifs défendent l'accessibilité dans le domaine du bâti. Aux Etats-Unis par exemple, le barrier free movement contribue à la définition de standards d'accessibilité du bâtiment. Cela amène aux premières lois d'accessibilité des bâtiments publics dans les années 1970 et 1980. 
En France, la loi de 1975 prévoit l’accessibilité des bâtiments publics et des transports. La loi de 2005 étend cette accessibilité à tous les domaines de la vie sociale. Bien que l'accessibilité du numérique ait fait l'objet de descriptions très précises, l'accessibilité universelle est loin d'être une réalité aujourd'hui. 
En parallèle de cette évolution législative, ce sont les méthodes de la conception universelle qui vont progressivement se préciser.

## Les principes de la conception universelle
En 1997, la fondation Design for all a publié une série de sept principes permettant de guider les concepteurs vers la conception universelle : 
- Principe 1 : utilisation équitable ;
- Principe 2 : flexibilité d’utilisation ;
- Principe 3 : utilisation simple et intuitive ;
- Principe 4 : information perceptible ;
- Principe 5 : tolérance pour l’erreur ;
- Principe 6 : effort physique minimal ;
- Principe 7 : dimensions et espace libre pour l’approche et l’utilisation.

Ces principes peuvent se résumer ainsi   : 
| Principe                                                   | |
| ---------------------------------------------------------- | --- |
| Utilisation égalitaire                                     | Tout utilisateur doit pouvoir utiliser le produit, quels que soient sa taille, son âge ou ses capacités, et ce, de façon non stigmatisante.                                                                                                |
| Flexibilité d’utilisation                                  | Le produit peut être utilisé suivant des modalités variées qui s’adaptent aux particularités de l’utilisateur (par exemple, avec la main droite ou avec la main gauche ; avec la voix plutôt que le toucher…).                             |
| Utilisation simple et intuitive                            | Le produit est facile à utiliser, dès la première utilisation, quelles que soient les connaissances de l’utilisateur, son expérience, ses capacités linguistiques ou sa possibilité de concentration au moment de l’utilisation.           |
| Information perceptible                                    | Les informations nécessaires à l’utilisation du produit sont fournies, y compris pour les personnes malvoyantes, malentendantes ou ayant des difficultés de lecture ou de compréhension. Les informations importantes sont mises en avant. |
| Tolérance pour l’erreur                                    | Le produit minimise les possibilités de mauvaise manipulation et ne présente pas de danger en cas d’emploi incorrect. Il prévient l’utilisateur en cas d’erreur et permet de revenir en arrière à tout moment.                             |
| Effort physique minimal                                    | Le produit demande un effort musculaire minimal et de courte durée, permettant le repos si nécessaire. |
| Dimension et espace libre pour l’approche et l’utilisation | Le produit est facile à atteindre quelles que soient la taille et la position assise ou debout de l’utilisateur et de son aidant. |

## Déployer la conception universelle
La conception universelle répond aux besoins de tous. Ses défenseurs arguent qu'elle permet de concevoir des produits, des services et des environnements plus confortables pour tous, et non uniquement pour les personnes en situation de handicap. Partant de ce postulat, plusieurs méthodes sont élaborées pour implémenter les principes de la conception universelle.

### La méthode HUMBLE
Dans leur méthode HUMBLE, Aragall et Montana abordent la conception universelle comme une stratégie d'entreprise. Ils proposent ainsi 6 étapes : 
1. mettre en avant les opportunités de la conception universelle
2. identifier les utilisateurs
3. surveiller l'interaction
4. sélectionner les options
5. définir les solutions
6. communiquer efficacement
7. évaluer le succès

### La co-conception
Pour certains, concevoir universel implique de faire participer les personnes en situation de handicap au processus de conception. On parle de co-conception, de co-design ou de design participatif. En pratique, il s'agit de faire participer des utilisateurs à la réflexion sur le produit ou au test du produit.

### Une approche transversale au sein des organisations
Une autre dimension de la conception universelle concerne la stratégie marketing et de communication des organisations proposant des solutions universelles. L'approche marketing traditionnelle de segmentation de la clientèle, d'identification d'un public cible et d'un persona qui sera mis en avant dans les campagnes de communication, renforce les risques de stigmatisation des publics handicapés, même dans le cadre d'une solution universelle. 
La conception universelle pousse à repenser l'approche marketing, mettre en avant non pas les utilisateurs mais les usages et fonctionnalités, afin que chacun.e puisse se projeter dans une utilisation qui réponde à ses besoins. Cette approche n'est pas simple à mettre en place et nécessite une compréhension fine du comportement des consommateurs.
En parallèle, il est important que l'entreprise propose une campagne de communication et des canaux de commercialisation également universels, pour s'assurer que tous les publics concernés aient accès à la solution. 
Cette approche globale de la conception universelle est encore difficile à appréhender par les organisations, puisqu'elle implique une maîtrise du sujet par plusieurs équipes en interne (R&D, marketing, commercial, ...) mais également par les partenaires et prestataires. 

## Les outils de la conception universelle
Aujourd'hui en France, il n'existe aucune certification ou règlementation permettant d'attester de l'adoption d'une approche de conception universelle par une entreprise. 
Néanmoins plusieurs initiatives ont émergé pour valoriser les organisations qui essaient de développer des solutions universelles : 
- Le label ACCEV® reconnaît la « véritable qualité d’usage pour tous ». Développé par le CRIDEV (Centre de Recherches pour l’Inclusion des Différences dans les Espaces de Vie) et l’APF (Association des Paralysés de France), il a pour but d’améliorer et pérenniser le bien-être, le confort et la sécurité de tous.
- Le label Conception Universelle de l'association La Handitech, valorise toute solution développée dans une approche de conception universelle ainsi que la démarche d'amélioration continue, pour une universalité toujours optimisée. Il valorise une approche d'universalité intégrée et transversale : stratégie d'innovation, de développement produit, marketing et de communication, stratégie commerciale, ... pour mettre en lumière les organisations vraiment impliqués dans cette démarché de conception universelle.
Ces premiers outils de valorisation des démarches de design universel ont vocation à faciliter la compréhension des utilisateurs et de sensibiliser chacun à l'approche de conception universelle.

## Les limites de la conception universelle
La conception universelle, en cherchant à répondre à une multitude de besoins, peut paradoxalement pousser vers une complexification de l'innovation 
Tout en reconnaissant l'intérêt d'une telle approche, Rob Imrie (2004) souligne la nécessité de ne pas oublier que les dimensions sociales et économiques jouent un rôle central dans la production du handicap.